# Maison de Louvain
La maison de Louvain est une famille noble d'origine de Louvain.

## Comtes de Louvain

Comtes de Louvain

Ducs de Brabant

Ducs de Brabant et de Limbourg

- Lambert Ier, mort en 1015, fils de Regnier III de Hainaut.
- Henri Ier de Louvain, mort en 1038
- Otton de Louvain, mort avant le 3 juin 1041.
- Lambert II de Louvain (v.1041 - 1063), oncle du précédent et frère de Henri Ier.
- Henri II de Louvain (1063 - 1079)
- Henri III de Louvain (1079 - 1095)

## Ducs de Basse-Lotharingie
- Godefroid Ier le Barbu, comte de Louvain depuis 1095, duc depuis le 13 mai 1106, mort le 15 janvier 1140.
- Godefroid II de Louvain (1140-1142).
- Godefroid III de Louvain (1142-1190)

## Ducs de Brabant et de Lothier
- Henri Ier de Brabant (1190-1235)
- Henri II de Brabant (1235-1248)
- Henri III de Brabant (1248-1261)
- Henri IV de Brabant (1261-1267) (mineur)
- Jean Ier de Brabant, dit le Victorieux (1268-1294), second fils de Henri III. Son frère ainé Henri IV renonça en 1267, en sa faveur, à ses droits au duché.
- Jean II de Brabant, dit le Pacifique (1294-1312)
- Jean III de Brabant, dit le Triomphant (1312-1355)
- Jeanne de Brabant fille de Jean III, duc de Brabant et de Limbourg, et de Marie d'Évreux. Elle fut la dernière duchesse du Brabant issue de la « Maison de Louvain ». Après sa mort en 1406, le duché tombe sous la sphère d'influence de la puissante Maison de Bourgogne. En 1430, lorsque le duc du Brabant, Philippe de Saint-Pol, meurt sans héritiers légitimes, le duché perd définitivement son autonomie : Philippe le Bon, qui est déjà duc de Bourgogne, devient alors duc du Brabant.

Voir aussi : Liste des duchesses de Brabant : Maison de Louvain, 1183-1406